# Крапинський музей неандертальця
46°09′53″ пн. ш. 15°51′49″ сх. д. / 46.164603° пн. ш. 15.863616° сх. д.

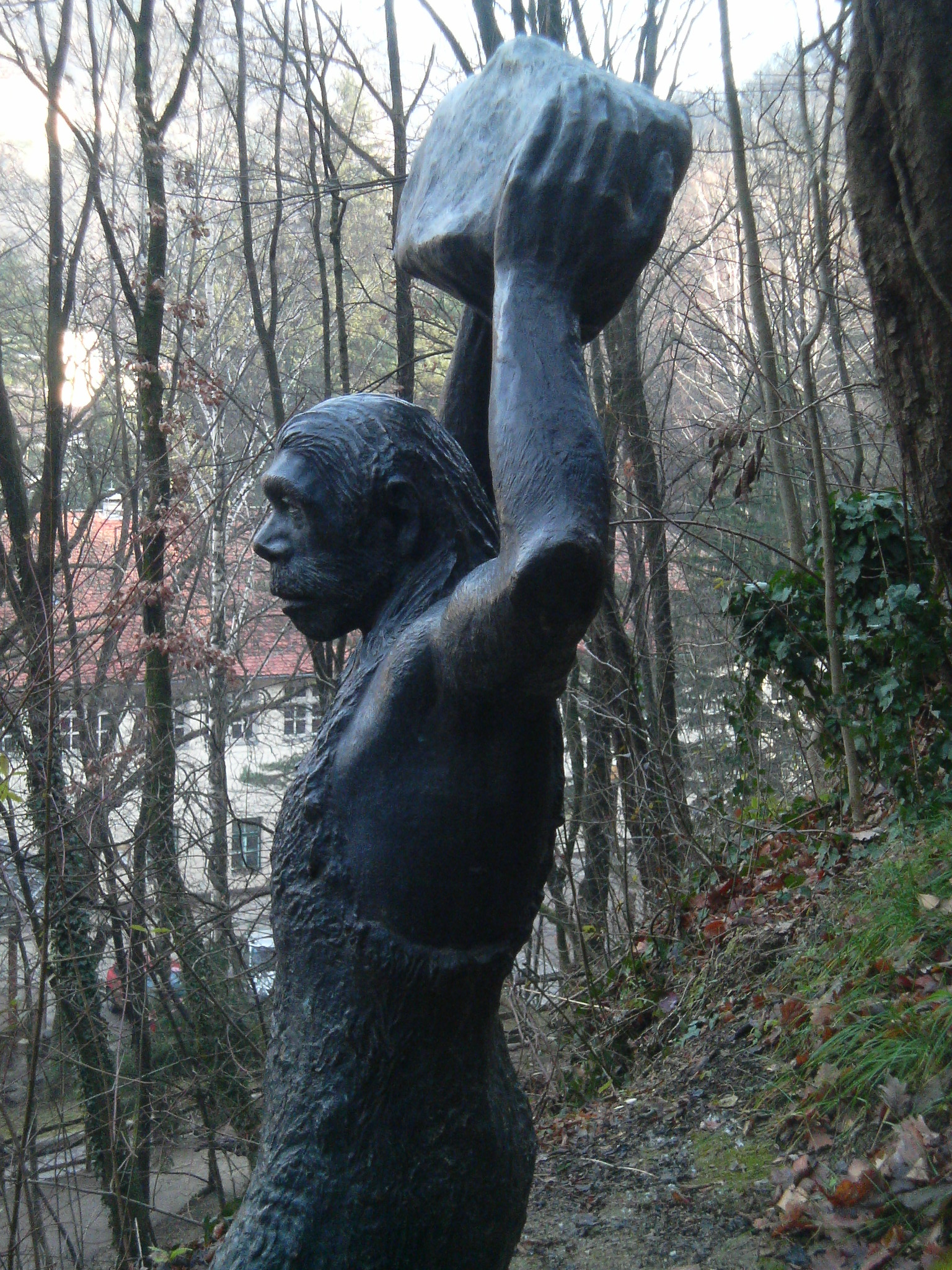
Скульптурне зображення неандертальця

Крапинський музей неандертальця (хорв. Muzej krapinskih neandertalaca) — археологічний музей, розташований в хорватському місті Крапина, неподалік від Загреба.
У музеї представлені експонати з давньої історії людини, насамперед, предмети з життя неандертальців, що мешкали тут 130 000 років тому.
У 2010 році, після 10-річного будівництва, було відкрито новий музей неандертальця на 1200 м², який вважається найсучаснішим в Європі. За допомогою аудіосистеми можна прослухати екскурсію англійською, хорватською, німецькою, французькою, українською  та італійською мовами. До музею належить також місце розкопок, розташоване неподалік, де в 1899 році було знайдено кістки неандертальців.
Музей розташований у парку, оздобленому скульптурними зображеннями тварин епохи плейстоцену та первісних людей.